# Volksbank im Harz
Die Volksbank im Harz eG ist eine deutsche Genossenschaftsbank in Osterode am Harz im Landkreis Göttingen in Niedersachsen.

## Geschichte
Der älteste Teil der Volksbank im Harz eG war die „Privat-Sparkasse“ Lerbach. Sie wurde 1825 von Waldarbeitern und Köhlern ins Leben gerufen und war geprägt von Werten wie Selbstorganisation, Selbstverwaltung und Selbsthilfe. Die Privat-Sparkasse ging aus der Gnadenkasse zu Lerbach hervor. Diese war bereits 1770 zur Unterstützung kranker oder arbeitsunfähiger Bergleute bzw. ihrer Hinterbliebenen gegründet worden. Im Jahr 1900 nahm die Privat-Sparkasse die Rechtsform der Genossenschaft an und galt damit allgemein als älteste Genossenschaftsbank Deutschlands. 1987 ging die Kasse – die erst seit 1982 den Zusatz „Volksbank“ im Firmennamen führte – in der Raiffeisenbank Westharz eG auf. Danach war sie Teil der Volksbank im Harz eG. 2006 wurde die Filiale Lerbach geschlossen.
Nach der Deutschen Wiedervereinigung 1990 wurde mit der Zweigstelle Ellrich eine Filiale in Thüringen eröffnet. 
Seit dem Sommer 2020 sind die Zweigstellen Bad Sachsa, Badenhausen, Dorste und Ellrich nur noch SB-Standorte mit Geldautomat, Kontoauszugsdrucker und Briefkasten.
Seit einigen Jahren gibt die Volksbank im Harz eG eine eigene Mitgliederzeitung heraus (Auflage: 6.280 Exemplare). Heute gibt es auch eine digitale Version per E-Mail.
Die Vereinten Nationen haben 2025 als Internationales Jahr der Genossenschaften ausgerufen.
Im Frühjahr 2025 konnte die Volksbank im Harz ihr 200-jähriges Jubiläum feiern. Einer der Höhepunkte des Jubiläumsjahres war am 14. Juni das „Volksbank im Harz Festival“ mit Nico Santos im Kurpark an der Osteroder Stadthalle.

### Stammbaum
- Volksbank im Harz eG, Osterode am Harz (seit 1998)
  - Volksbank im Harz eG, Clausthal-Zellerfeld (1987 bis 1998)
    - Volksbank Lauterberg eG, Bad Lauterberg im Harz (gegr. 1902, bis 1987)
      - Spar- und Darlehnskasse Südharz eG, Barbis (gegr. 1904, bis 1975)
      - Raiffeisenbank Tettenborn eG, Tettenborn (1977 bis 1981)
        - Ländliche Spar- und Darlehnskasse Tettenborn und Umgebung eG, Tettenborn (gegr. 1948, bis 1977)

    - Volksbank Clausthal-Zellerfeld eG, Clausthal-Zellerfeld (gegr. 1925, bis 1987)

  - Volksbank Osterode-Westharz eG, Osterode am Harz (bis 1998)
    - Volksbank Osterode eG, Osterode am Harz (gegr. 1924, bis 1993)
    - Raiffeisenbank Westharz eG, Osterode am Harz-Förste (1975 bis 1993)
      - Spar- und Darlehnskasse Westharz eG, Förste (1972 bis 1975)
        - Spar- und Darlehnskasse Förste a.H. eGmbH (gegr. 1901, bis 1971)
        - Spar- und Darlehnskasse Lasfelde eGmbH, Lasfelde (gegr. 1902, bis 1971)
        - Spar- und Darlehnskasse Westharz eGmbH, Badenhausen (bis 1971)

      - Privat-Sparkasse zu Lerbach eG Volksbank, Lerbach (gegr. 1820, bis 1987)

  - Volksbank am Südharz eG, Wulften am Harz (1992 bis 2001)
    - Volksbank eG, Wulften (gegr. 1902, bis 1992)
      - Spar- und Darlehnskasse Hattorf eGmbH, Hattorf am Harz (bis 1972)
      - Spar- und Darlehnskasse Elbingerode-Hörden eGmbH, Hörden (bis 1972)

    - Spar- und Darlehnskasse Pöhlde eG, Pöhlde (bis 1992)

  - Raiffeisenbank Dorste-Schwiegershausen eG, Dorste (1982 bis 2001)
    - Spar- und Darlehnskasse Schwiegershausen eG, Schwiegershausen (gegr. 1907, bis 1982)
    - Spar- und Darlehnskasse Dorste eG, Dorste (gegr. 1901, bis 1982)
    - Raiffeisen-Waren-Genossenschaft Schwiegershausen eG, Schwiegershausen (bis 1982)

  - Volksbank Oberharz eG, Bad Grund (bis 2011)
    - Spar- und Kreditbank eGmbH, Lautenthal (bis 1971)

## Rechtsverhältnisse
Die Volksbank im Harz eG ist im Genossenschaftsregister beim Amtsgericht Göttingen unter GnR 130024 eingetragen.

## Organisationsstruktur
Rechtsgrundlagen sind das Genossenschaftsgesetz und die durch die Vertreterversammlung beschlossene Satzung. Organe der Bank sind der Vorstand, der Aufsichtsrat und die Vertreterversammlung.

## Sicherungseinrichtung
Die Volksbank im Harz eG ist der amtlich anerkannten Sicherungseinrichtung des Bundesverbandes der Deutschen Volksbanken und Raiffeisenbanken GmbH und der zusätzlichen freiwilligen Sicherungseinrichtung des Bundesverbandes der Deutschen Volksbanken und Raiffeisenbanken e.V. angeschlossen.

## Geschäftsausrichtung
Die Volksbank im Harz eG betreibt das Universalbankgeschäft. Gegenstand des Unternehmens ist die Durchführung von banküblichen und ergänzenden Geschäften. Im Verbundgeschäft arbeitet sie mit der DZ Bank, R+V Versicherung, Bausparkasse Schwäbisch Hall, Teambank, VR Leasing, DZ Hyp und der Union Investment zusammen. Die Volksbank im Harz eG ist eine eingetragene Genossenschaft und gehört dem Genoverband e.V. und dem Bundesverband der Deutschen Volksbanken und Raiffeisenbanken an. Zweck der Genossenschaft ist die wirtschaftliche Förderung und Betreuung der Mitglieder.

## Geschäftsgebiet
Das Geschäftsgebiet der Volksbank im Harz eG umfasst heute den westlichen Südharz sowie einen kleinen Teil im Oberharz innerhalb des Ostens des Landkreises Göttingen, des Westens des Landkreises Goslar und des Nordens des Landkreises Nordhausen.
An diesen Orten betreibt die Bank Filialen:
- Osterode am Harz (Hauptstelle, jur. Sitz)
- Bad Lauterberg im Harz (Geschäftsstelle)
- Herzberg am Harz (Geschäftsstelle)
- Clausthal-Zellerfeld (Geschäftsstelle)
- Bergstadt Bad Grund (Harz) (Geschäftsstelle)
- Schwiegershausen (Geschäftsstelle)
- Hattorf am Harz (Geschäftsstelle)

Des Weiteren 6 SB-Standorte in Badenhausen, Bad Sachsa, Dorste, Ellrich und Geldautomaten im REWE-Markt Clausthal-Zellerfeld sowie einem am Kornmarkt in Osterode.
Seit dem 1. Juli 2020 betreibt die Volksbank im Harz zusammen mit der Sparkasse Osterode am Harz drei gemeinsame Standorte für Geldautomaten in Barbis, Pöhlde und Wulften am Harz. Diese Zusammenarbeit ist zunächst auf drei Jahre befristet.
Zudem Geldautomaten in Kooperation mit der Sparkasse Hildesheim Goslar Peine in Altenau, Sankt Andreasberg, Lautenthal und Wildemann.

## Engagement in der Region
Die Volksbank im Harz eG unterstützt durch ihre Spenden- und Sponsoringaktivitäten zahlreiche soziale und kulturelle Projekte in der Region. Dazu zählen auch diverse Sportveranstaltungen und viele örtliche Events, wie den »OHA City BeachCup«.
Seit seiner Eröffnung im Jahre 2005 trägt das Harzer Mountainbike-Routennetz den Namen Volksbank Arena Harz. In den vergangenen Jahren hat sich die Volksbank Arena Harz als ein touristisches Erfolgsmodell etabliert.

## Volksbank-Innovationspreis
Bereits sechs Mal lobten die Volksbank im Harz eG und das MEKOM Regionalmanagement im Zwei-Jahres-Rhythmus gemeinsam den Volksbank-Innovationspreis als Zukunftspreis für visionäre Unternehmer der Region aus.
Dabei werden in den Kategorien Industrie, Handwerk und Dienstleistungen Ideen und Entwicklungen auf Ideenreichtum und Erfolgsaussichten geprüft.
Die Jury aus leitenden Fachkräften der TU Clausthal, Unternehmern und Medienexperten der Region entscheidet nach ausgiebigen Diskussionen über die Preisträger, die nicht nur einen Geldpreis erhalten, sondern auch in weitere Präsentationsmöglichkeiten eingebunden werden.

## Veröffentlichungen
- Volksbank im Harz eG (Hrsg.): Die Entstehung und Entwicklung der Privat-Sparkasse zu Lerbach, Historiker Verlag, Hamburg 2023, ISBN 978-3-9817595-7-0